# Interfisa Financiera
Interfisa Financiera — парагвайская компания, осуществляющая деятельность в сфере микрофинансового кредитования бедных слоев населения, занимающихся фермерским хозяйством, в 2013 году запустила проект NDE VALE, акцентированный на выдачу микрозаймов сельским женщинам Парагвая.
Компания была образована в 1979 году. Главный офис расположен в Асунсьоне, дополнительный в Консепсьоне, осуществляет деятельность на территории всей страны. В 2008 году вошла в число компаний-партнеров Всемирного женского банка, после этого одним из приоритетов компании стала работа с женским населением страны.
По состоянию на 2013 год, 31 % микрокредитов компании выдаются женщинам, ежегодный прирост кредитов выдаваемых женщинам составляет около 35 %. Работая в тесном партнерстве с WWB, компания перенимает передовой опыт оказания содействия женскому населению Парагвая.
С точки зрения компании, мужчина и женщина привносят приблизительно одинаковый вклад в совокупное финансовое благосостояние семьи, однако с точки зрения большинства банковских институтов, влияние женщины на процесс погашения семейных кредитов очень сильно занижен, и в большинстве случаев гарантом выплат по кредиту выступает мужчина. Чтобы выйти из этой схемы, компания приняла решение выдавать микрозаймы семейным женщинам, даже в том случае, если мужчин из этой семьи уже имеет кредитные обязательства.
Клиенты компании, как правило, работают в секторе неформальной экономики, что лишает их возможности получения классических кредитов от банков по причине отсутствия возможности предоставления гарантий и залогов.
Совокупный объем выдаваемых компанией кредитов составляет 142 000 000 долларов, активы компании — 175 900 000 долларов, общее число заемщиков — 71334 человек. Средний размер выдаваемого кредита — 1900 долларов.